# Lista över figurer i SSX
Detta är en lista över figurer som förekommer i SSX-spelen.

## SSX
Veteraner
- Hiro
- Jurgen

Nybörjare
- Elise Riggs
- JP Arsenault
- Kaori Nishidake
- Mac Fraser
- Moby Jones
- Zoe Payne

## SSX Tricky
Andraårsstudenter
- Elise Riggs
- Jean-Paul Arsenault
- Kaori Nishidake
- Mackenzie "Mac" Fraser
- Moby Jones
- Zoe Payne

Nybörjare
- Broderick Ford
- Eddie Wachowski
- Luther-Dwayne Grady
- Marisol Diez Delgado
- Martin "Marty" Stieber
- Psymon Stark
- Seeiah Owens

## SSX 3
Veteraner
- Elise Riggs
- Kaori Nishidake
- Mackenzie "Mac" Fraser
- Moby Jones
- Zoe Payne

Andraårsstudenter
- Psymon Stark

Nybörjare
- Allegra Sauvagess
- Griff Simmons
- Nate Logan
- Viggo Rolig

## SSX On Tour
Veteraner
- Elise Riggs
- Kaori Nishidake
- Mackenzie "Mac" Fraser
- Psymon Stark
- Zoe Payne

Andraårsstudenter
- Allegra Sauvagess
- Nate Logan

Nybörjare
- Sid
- Skye Simms
- Tyson Logan

## SSX Blur
Veteraner
- Allegra Sauvagess
- Elise Riggs
- Jean-Paul Arsenault
- Kaori Nishidake
- Mackenzie "Mac" Fraser
- Moby Jones
- Psymon Stark
- Zoe Payne

Andraårsstudenter
- Skye Simms

Nybörjare
- Felix Lévesque
- Maya Nolet